# 符鈺晶
符鈺晶（Bonnie Fu，1961年3月11日—），香港前演員。

## 生平
家有8兄弟姐妹。16歲中學畢業後，經過激烈競爭，進入第十期無綫電視藝員訓練班，接受演技、歌唱、舞蹈、大戲、配音、導演、創作劇本等訓練。一年後畢業，成為無綫電視藝員。早年曾與林燕妮胞弟林振剛結婚，並育有一女，惜婚姻只維持數年便結束。其後轉投亞洲電視。1990年代初，活躍於電影界，擅長飾演風情萬種的女人；期間曾與導演陳志舜交往。於1990年代中期退出娛樂圈後，曾任職於蘇黎世保險。與現任丈夫，武術家Andrew Ho開辦The Chinese Academy（中國武藝學院），教授武術、書畫、舞蹈、美術等課程。

## 電視劇

### 無線電視
| 首播   | 劇名     | 角色   |
| 1983年 | 奔向太陽 | 余文靜 |
| 1983年 | 豹子膽   |        |
| 1986年 | 高材生   |        |

### 亞洲電視
| 首播   | 劇名       | 角色   |
| 1989年 | 愛情蝙蝠俠 | 黃曼娜 |
| 1989年 | 仙鶴神針   | 白雲飛 |
| 1991年 | 乖女也瘋狂 | 利羅娜 |

### 香港電台
| 首播   | 劇名                           | 角色 | 備註       |
| 1995年 | 屋簷下之婚姻系列：女为悦己者劳 | 阿蘭 | 單元女主角 |

### 廉政公署
| 首播   | 劇名               | 角色   | 備註       |
| 1992年 | 廉政行動：食價一族 | 甘妙兒 | 單元女主角 |

## 主持節目

### 無綫電視
- 《K-100》（1982年）
- 台慶晚會

### 亞洲電視
- 《活色生香》
- 《電影街》
- 台慶晚會

## 電影作品
| 首播   | 劇名                  | 角色          |
| 1989年 | 精裝追女仔之3狼之一族 | 京劇中的亞姐  |
| 1990年 | 新半斤八兩            | 李羅拔嫂      |
| 1991年 | 人鬼神                | 善良女鬼 素文 |
| 1991年 | 聊齋驚艷              | 紅袖          |
| 1992年 | 俠盜高飛              | 流鶑          |
| 1992年 | 阿二一族              |               |
| 1992年 | 神槍手與咖喱雞        | Nancy         |
| 1992年 | 鬼域的故事            | 金鈴          |
| 1992年 | 新孖寶妙探            |               |
| 1993年 | 日落卡門              | Amy           |
| 1993年 | 人肉天婦羅            | 錢玉荷        |
| 1993年 | 巨乳的誘惑            |               |
| 1993年 | 葵花聖女              |               |
| 1994年 | 等愛的女人            | 董小姐        |
| 1994年 | 賭神2                 | 郝精忠之妻    |
| 1995年 | 炸彈情人              |               |
| 1995年 | 野性的邂逅            |               |
| 1995年 | 那有一天不想你        |               |
| 1995年 | 叛逆情緣              |               |